# Stark-Preis
Der Stark-Preis (eigene Schreibweise: STARK-Preis) ist die höchste Auszeichnung des Landes Schleswig-Holstein für ehrenamtlich engagierte Jugendliche, junge Erwachsene und Jugendgruppen. Der mit 1.000 Euro dotierte Preis wird jährlich vom Ministerpräsidenten an fünf Gruppen und zwei Einzelpersonen verliehen.

Stark-Preis

## Geschichte
2001 wurde der Stark-Preis von der damaligen Ministerpräsidentin Heide Simonis ins Leben gerufen. "Es war mir ein wichtiges Anliegen, einen Preis zu stiften, der Engagement von jungen Leuten in Schleswig-Holstein würdigt. Unglaublich viele Jugendliche machen sich in unserem Land und für unser Land stark. Deshalb muss es eine Art und Weise geben, auch einmal Danke zu sagen" sagte Simonis bei der Verleihung 2004. Der Preis wird seit 2001 jedes Jahr an fünf Jugendorganisationen und seit 2006 zusätzlich an zwei Einzelpersonen verliehen.

## Preisträger

### 2009

#### Einzelpersonen
- Ricarda Bigale aus Molfsee, 19 Jahre
- Sarah Nehlsen aus St. Michaelisdonn, 26 Jahre

#### Gruppen
- DLRG-Jugend – Schleswig-Holstein sucht das Superteam
- Jugendwerk der Arbeiterwohlfahrt, Stormarn
- Handy-Scouts, Bad Segeberg
- Ele-fun-Team, Delingsdorf
- BUNDjugend – Junge Klimaretter

### 2008

#### Einzelpersonen
- Sören Riechmann aus Ringsberg, 18 Jahre
- Marc Schieren aus Mölln, 17 Jahre

#### Gruppen
- Betreuerteam des Kreisjugendrings Schleswig-Flensburg, Schleswig
- Orga-Team des Jugendtreffs Schilksee, Kiel
- Team der Fachschaft Agrarwissenschaften und Ökotrophologie, Kiel
- Jugendteam aus Flintbek (Kreis Rendsburg-Eckernförde) – Filmproduktion "Wrong"
- Jugendleiterrunde der Evangelischen Jugend Ahrensburg (Kreis Stormarn)

### 2007

#### Einzelpersonen
- Claus Louis-Ferdinand Stahl aus Bad Oldesloe, 20 Jahre
- Stefanie Jung aus Flensburg, 23 Jahre

#### Gruppen
- BMX Initiative Alter Schlachthof, Flensburg
- Jugendausschuss TSV Hürup
- Pfadfinderstamm Geisterburg, Bargteheide
- Projektteam "Wir für uns", Grund- und Hauptschule Lensahn
- Sylter Mädchen Rat

### 2006

#### Einzelpersonen
- Jörg Reschke aus Flensburg, 21 Jahre
- Kari Malin Anderson aus Weddelbrook (Kreis Segeberg), 18 Jahre

#### Gruppen
- SUN – Studentische Unternehmensberatung der FH Nordakademie, Elmshorn
- Arbeitskreis Umweltpädagogik Uwe P. der DLRG-Jugend Schleswig-Holstein
- Jugend- und Freizeittreff K-SinO, Sierksdorf
- Projektteam des Leichtathletik Klubs Weiche"Flensburg entdeckt die Leichtathletik (wieder)"
- Projektteam des L!FE-Jugendgottesdienstes Henstedt-Ulzburg
- Planungsteam Aktion 72 des Landjugendverbandes Schleswig-Holstein

### 2004

#### Gruppen
- Junge Kultur, Kaltenkirchen
- "Die Kinderdetektive", Barmstedt
- Drug-Scouts – "Schüler beraten Schüler" (Kreis Schleswig-Flensburg)
- Mädchentreff "Die flotten Lotten", Ostenfeld (Husum) (Kreis Nordfriesland)
- Projekt "Inihaus-Café" des Vereins Initiative e.V., Bad Oldesloe

### 2003

#### Gruppen
- Schüler Helfen Leben, Neumünster
- Deutsche Waldjugend Landesverband Nord, offenes Jugendwaldlager